# جان چمبرز (چهره‌پرداز)
جان چمبرز (انگلیسی: John Chambers؛ تولد:۱۲ سپتامبر ۱۹۲۲-مرگ:۲۵ اوت ۲۰۰۱) هنرمند چهره‌پرداز اهل کشور آمریکا بود که هم در سینما و هم در تلویزیون فعالیت می‌کرد. وی در سال ۱۹۶۸ یک جایزه اسکار را از آکادمی علوم و هنرهای سینما دریافت نمود.